# Comté de Tripp
Pour les articles homonymes, voir Tripp.
Le comté de Tripp est un comté situé dans l'État du Dakota du Sud, aux États-Unis. En 2010, sa population est de 5 644 habitants. Son siège est Winner.

## Histoire
Créé en 1873, le comté est nommé en l'honneur de Bartlett Tripp (en), avocat, juge et diplomate.

## Villes du comté
- Cities :
  - Colome
  - Winner
- Town :
  - New Witten
- Census-designated place :
  - Hamill

## Démographie
Selon l'American Community Survey, en 2010, 97,28 % de la population âgée de plus de 5 ans déclare parler l'anglais à la maison, 2,06 % le dakota et 0,66 % une autre langue.
| 1910  | 1920   | 1930   | 1940  | 1950  | 1960  |
| ----- | ------ | ------ | ----- | ----- | ----- |
| 8 323 | 11 970 | 12 712 | 9 937 | 9 139 | 8 761 |

| 1970  | 1980  | 1990  | 2000  | 2010  | - |
| ----- | ----- | ----- | ----- | ----- | - |
| 8 171 | 7 268 | 6 924 | 6 430 | 5 644 | - |